# Luiz Ernesto Kawall

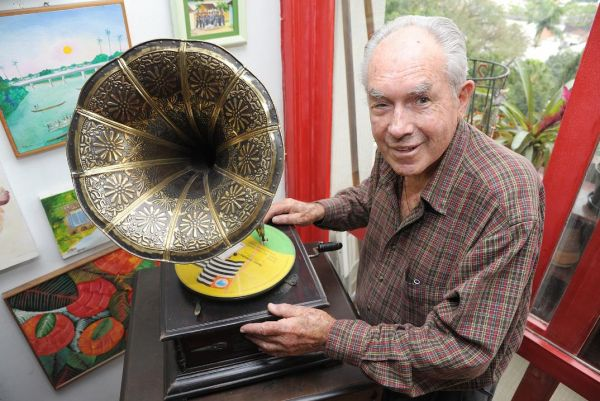
Luiz Ernesto Kawal e sua coleção doada ao acervo do IEB

Luiz Ernesto Machado Kawall (São Paulo, 11 de junho de 1927) é um jornalista e museólogo brasileiro.
Formado em jornalismo, em 1951, na primeira turma da Fundação Cásper Líbero, iniciou nos anos 1970, na Folha de S.Paulo, uma coluna de arte que lhe valeu premiação pela Associação Paulista de Críticos de Arte
Na década dos anos 1960, durante a gestão do prefeito Francisco Matarazzo Sobrinho, em Ubatuba -SP, juntamente com o professor Paulo Camilher Florençano, empreendeu esforços na implantação do Museu Histórico e Pedagógico de Ubatuba. Em 1983, fundou, com Praxedes Mário de Oliveira, o Museu do Bairro do Tenório, buscando resgatar a memória local, por meio de peças e objetos dos hábitos dos moradores dos bairros do Itaguá, Acaraú e Tenório. Com a desativação do Museu do Bairro do Tenório, o acervo passou para o Museu Caiçara, também iniciativa de Luiz Ernesto Kawall, localizado no Projeto Tamar, base de Ubatuba.
Foi um dos fundadores do Museu da Imagem e do Som de São Paulo e do Museu Caiçara de Ubatuba.
Colecionador de arte popular e de cordéis, reuniu durante décadas os registros sonoros das cerca de 4.000 vozes de personalidades nacionais - como as de Cândido Rondon, Rui Barbosa, Santos Dumont, Washington Luiz, Juscelino Kubitschek, Getúlio Vargas, Monteiro Lobato, Dalva de Oliveira, Orlando Silva, Vicente Celestino, Carmen Miranda e Corifeu de Azevedo Marques - e estrangeiras - como as de Thomas Edison, Sigmund Freud, Lênin, Adolf Hitler, Benito Mussolini, Winston Churchill, De Gaulle, Gandhi e John Kennedy. Também faz parte do seu acervo um disco do show de Marlene Dietrich no Cassino da Urca, no Rio de Janeiro, no qual a atriz alemã cantou Luar do Sertão em português. Kawall começou a colecionar vozes no início na década de 1950, por influência de Carlos Lacerda, com quem trabalhou no jornal Tribuna da Imprensa. A Vozoteca, o seu museu da voz, nasceu em 1989. Em abril de 2013 doou sua "Vozoteca" para o Instituto de Estudos Brasileiros da Universidade de São Paulo.

## Obras publicadas
- Artes-Reportagem. Prefácio de Luís Arrobas Martins. Apresentação de Francisco Luís de Almeida Salles. São Paulo: Centro de Artes Novo Mundo, 1972.
- Artes-Reportagem 2. Advir, 2014.
- Artes-Reportagem 2. Edição do autor, ampliada. 2015
- Os 14 do Vale - Pintores primitivos do Vale do Paraíba. ART Editora Ltda / Monsanto, 1987
- Cordel – O Jornal do Sertão. 2ª edição revisada e ampliada.